# 村上美奈子
村上 美奈子（むらかみ みなこ、1940年 - ）は、日本の建築家、都市計画家、一級建築士、再開発コーディネーター、再開発プランナー。まちづくり専門家。（株）計画工房主宰。専門分野は建築設計、地域、地区計画。住宅を中心とした建築設計から、住環境整備として地域計画に携わる。
公共事業の実績には国土交通省関連の障害者施策推進協議会、中央建設業審議会委員、東京都関連の住宅バリアフリー協議会副会長、墨田区景観アドバイザー、住宅政策審議会委員など多数歴任。杉並区でまちづくり関連審議会委員等を務める。

## 経歴
1940年広島県生まれ。1965年東京芸術大学建築科卒業。1967年同大学大学院修士課程修了。1969年計画工房設立、主宰、現在に至る。
まちづくりの実績では墨田下町住宅開発（1975～1980年）杉並区蚕糸試験場跡地周辺不燃化まちづくり及び子どもの教育環境調査（1980～1990年）、新宿区四谷若葉須賀町再開発地区計画によるまちづくり・密集住宅市街地整備（再開発地区計画・地区計画）（1988～）まちづくり相談員として係わるなど、指導歴多数 。
建築設計も墨田下町住宅開発を行いモデル住宅として「帯屋」「向島三枚仕立」。新宿区シルパーハウジングプロジェクト早稲田南町コーポラスなど設計。
2014年日本建築学会賞（業績）を受賞。
著書に、『やさしいまちの空間学』『密集市街地のまちづくり』（共著）